# Saint John (Kansas)
Pour les articles homonymes, voir Saint-John.
La ville de Saint-John est le siège du comté de Stafford, situé dans le Kansas, aux États-Unis.